# 자나타 달
자나타 달(Janata Dal, '인민의 당')은 인도의 정당이었다. 1988년 비슈와나트 프라탑 싱(V. P. 싱)의 주도 하에 구 자나타당의 파벌들과 몇몇 야당이 통합하여 형성되었으며, 자야프라카시 나라얀의 탄생일을 기려 10월 11일 창당하였다. 1989년 인도 총선에서 포괄적 야당 연합을 주도하여 라지브 간디의 집권 여당을 패배시키고 V. P. 싱이 총리로 선출되었으나 1990년 인도 인민당이 신임 공급을 철회하자 무너졌다. 1991년 인도 총선에서는 패배했으나 로크 사바에서 제3당이 되었다. 1996년 인도 총선에서는 인도 국민회의 등과 함께 연합 정부를 구성하였다. 그러나 이후 자나타 달은 지역 파벌에 따라 비주 자나타 달, 라시트리야 자나타 달, 자나타 달 (세속), 자나타 달 (통합) 등 수많은 지역정당들로 분리되며 1999년까지 사라졌다.

## 같이 보기
- 자나타당